# District de Tieshangang
Le district de Tieshangang (铁山港区 ; pinyin : Tiěshāngǎng Qū) est une subdivision administrative de la région autonome du Guangxi en Chine. Il est placé sous la juridiction de la ville-préfecture de Beihai.

## Démographie
La population du district était de 167 800 habitants en 2010.